# Щербина Захар Арсентійович
Захар Арсентійович Щербина (1902, село Мазепинці, тепер Київської області — 18 вересня 1940, місто Київ) — український радянський діяч, голова Рокитнянського райвиконкому Київської області, заступник наркома фінансів Української РСР. Депутат Верховної Ради СРСР 1-го скликання (у 1937—1940 роках).

## Біографія
Народився в бідній селянській родині. З семирічного віку наймитував. Освіта початкова, навчався в церковнопарафіяльній школі.
З 1920 до 1926 року — секретар і голова комітету незаможних селян (комнезаму), секретар і голова сільської ради села Мазепинці Велико-Половецького району Київської губернії.
Член ВКП(б) з 1927 року.
У 1927—1932 роках — завідувач Велико-Половецького районного фінансового відділу, член президії і секретар виконавчого комітету Велико-Половецької районної Ради.
У 1932—1934 роках — член президії і секретар виконавчого комітету Сквирської районної Ради, завідувач Сквирського районного фінансового відділу Київської області.
У 1934—1937 роках — член президії Рокитнянської районної Ради, завідувач Рокитнянського районного фінансового відділу Київської області.
З жовтня 1937 до 1938 року — голова виконавчого комітету Рокитнянської районної Ради Київської області.
У червні 1938 — 18 вересня 1940 року — заступник народного комісара фінансів Української РСР.
Раптово помер. Похований 20 вересня 1940 року на Байковому кладовищі у Києві.